# Мэдден, Джоэл
Джо́эл Мэ́дден (англ. Joel Madden, имя при рождении Джоэл Рьюбен Комбс (Joel Rueben Combs); род. 11 марта 1979, Уолдорф, Мэриленд) — американский певец, вокалист группы Good Charlotte.

## Биография

### Ранняя жизнь
Джоэл Мэдден родился в Уолдорфе (штат Мэриленд) в ирландско-американской семье. Имеет брата-близнеца Бенджи Мэддена, который также является основателем группы Good Charlotte и её соло-гитаристом. У близнецов есть старший брат — Джош, и младшая сестра — Сара. Джоэл учился в Ла-Плэйте, в Высшей школе.
Когда Джоэлу было шестнадцать лет, его отец оставил семью, в результате чего они испытывали финансовые трудности. Джоэл, будучи подростком, много работал, чтобы помочь своей матери прокормить семью. Позже, Джоэл, вместе со своими братьями и сестрой, сменил свою фамилию с Комбс на Мэдден, девичью фамилию матери.

### Good Charlotte
В 1995 году, в возрасте 16 лет, он побывал на концерте группы Beastie Boys вместе со своим братом Бенджи. Вскоре, оба решили создать собственную группу вместе со своим другом. Вскоре Мэддены взяли в группу друзей из Высшей школы — Пола Томаса и Аарона Эсколопио. Так появилась на свет группа Good Charlotte.

### Другие проекты
В 2001 году Good Charlotte снялись в фильме Not Another Teen Movie. Позднее, в 2004 году, они сыграли в фильме Fat Albert, а в 2006 году Джоэл и Бенджи снялись в фильме Material Girls.
У Джоэла была своя линия одежды, которой он владел совместно со своими братьями, Бенджи и Джошем. В начале 2006 года одежда стала DCMA коллектива. Линия принадлежит Джоэлу и его братьям, Бенджи и Джошу, а также их другу Талю Куперману.
В ноябре 2007 года, Николь Ричи и Джоэл создали «Детский фонд Ричи и Мэддена». Благотворительный фонд будет создавать и укреплять сети реестра вдохновения для покупки товаров для матерей и их семей, которые в ней нуждаются. Джоэл также является послом доброй воли ЮНИСЕФ.
Джоэл со своим братом Бенджи основали поп-рок-группу The Madden Brothers. 16 сентября 2014 года они выпустили дебютный студийный альбом «Greetings from California». Название альбома является репликой разговора, который братья однажды утром вели за завтраком, в котором они вспоминали, как далеко они продвинулись со времен создания музыки в своих спальнях.
В 2015 году он появлялся в качестве гостя в американском телесериале «Империя».

### Голос Австралии
23 ноября 2011 года Мэдден был назначен одним из четырех преподавателей по вокалу в первом сезоне австралийской версии телевизионного вокального конкурса «Голос». Он также был преподавателем со своим братом Бенджи для детского голоса. В 2013 году Джоэл получил премию за свою роль преподавателя в программе.

### Личная жизнь
Джоэл познакомился с Хилари Дафф в 2004 году, когда ей было 16 лет, а ему двадцать четыре. В 2005 году у Хилари и Джоэла состоялся тайный брак, который они скрывали от всех, так как совершен он был в состоянии алкогольного опьянения в Лас Вегасе. Позже брак аннулировали. В ноябре 2006 года после двух с половиной лет Мэдден и Дафф расстались.
Мэдден начал встречаться с Николь Ричи вскоре после того, как он и Дафф расстались. У Джоэла и Николь двое детей: дочь Харлоу Уинтер Кейт Мэдден (род. 11 января 2008 г.) и сын Спарроу Джеймс Миднайт Мэдден (род. 9 сентября 2009 г.).
Мэдден и Ричи поженились в 2010 г.